# 守田勘彌 (13代目)
十三代目 守田 勘彌（じゅうさんだいめ もりた かんや、新字体：勘弥、1885年（明治18年）10月18日 - 1932年（昭和7年）6月16日）は歌舞伎役者。屋号は喜の字屋。定紋は丸に中が瓜実の片喰、替紋は喜の字丸。俳名に秀可・秀歌・是水など。本名は守田 好作（もりた こうさく）。

## 来歴
歌舞伎役者で、新富座（旧守田座）の座元も兼ねて名興行師と呼ばれた十二代目守田勘彌の次男として東京に生まれる。明治23年（1890年）12月新富座『ひらかな盛衰記』「逆櫓」の遠見の船頭で三代目坂東三田八を名乗り初舞台。その後子供芝居などで修業を積む。明治39年（1906年）11月新富座「十二代目守田勘彌没後十周年追善興行」で、十三代目守田勘彌を襲名。以後、帝国劇場や市村座などで活躍。一方では六代目尾上菊五郎らと黒猫座を結成し新劇運動にも加わり、大正3年（1914年）からは翻訳劇と新作を専門に公演する研究劇団文芸座を設立・主宰した。
昭和7年（1932年）1月歌舞伎座『名橘誉石切』（石切梶原）の六郎太夫と『網模様燈籠菊桐』（小猿七之助）の初五郎が最後の舞台となり、同年6月に死去、48歳だった。亡くなる2年ほど前に帝国劇場で「西遊記」に出演した際に暗がりで鼻を衝いたのをきっかけに鼻に膿汁が溜まって固まる症状に冒され、一時は通院によりほぼ回復したが、再び悪化していた。かねてより金光教の教徒であった勘彌は、病院より信仰による治療を選んだが、最終的に教団の勧めもあって4月に大阪帝大病院に入院したものの呼吸困難と心臓麻痺により死亡した。勘彌が医薬に頼らず、また多額の借金を残していたのは、同じ信仰を持つ妻の影響であるとして、勘彌の没後、未亡人の守田家去就問題が新聞等で報じられた。

## 芸風
立役として活躍。鷹揚な芸風で知られた。二代目市川左團次や二代目市川猿之助とともに歌舞伎の新しい可能性を追求した一人で、古典歌舞伎・新歌舞伎・新作歌舞伎はもとより、新派の新作劇や翻訳劇もこなした。
古典では『新版歌祭文』の久松、『鬼一法眼三略巻』「一條大蔵卿」の大蔵卿、『助六』の白酒売新兵衛、『梅雨小袖昔八丈（髪結新三）の手代忠七などを当たり役とし、新作劇・翻訳劇では『ある日の一休』『ハムレット』『お国と五平』などを得意とした。

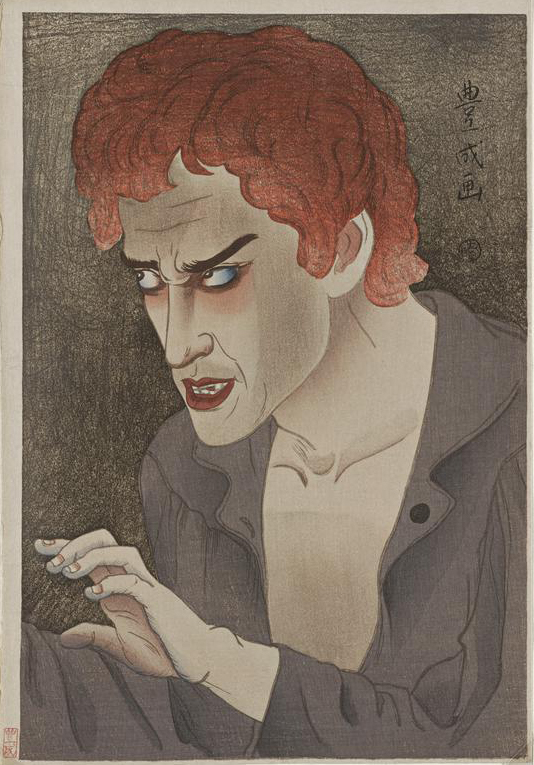
山村耕花作「梨園の華　十三代目守田勘弥のジャン・バルジャン」1921年

## 親族
兄に七代目坂東三津五郎、姉に三代目坂東玉三郎。実子に坂東好太郎がいるが、姉・みきの子を養子に迎えてこれが十四代目守田勘彌となっている。